# علی نقدی
علی نقدی قاسم‌آبادی (متولد ۱۳۴۹ در تهران) بازیکن سابق و مربی فعلی والیبال اهل ایران است. وی سابقه سرمربیگری در تیم‌های شهرداری ارومیه، شهرداری اراک، شهرداری اراک، هیئت بوشهر، ارتعاشات صنعتی تهران و صنایع اردکان را در کارنامه خود دارد. علی نقدی عضو تیم ملی والیبال ایران در قهرمانی جهان ۱۹۹۸ بود. وی در حال حاضر سرمربی فولاد خراسان نیشابور است.